# VfL Kassel
Der VfL Kassel ist ein Sportverein im Kasseler Stadtteil Kirchditmold. Die Ursprünge des Vereines, der heute neben Fußball auch Taekwondo und Gymnastik anbietet, reichen bis ins Jahr 1886 zurück. Die heutige Fußballabteilung wurde im Jahr 1909 unter dem Namen SV Hessen 09 Cassel gegründet und ist bis heute das Aushängeschild des Vereines. In den 1920er Jahren zählten die „09er“ zu den regionalen Spitzenvereinen und spielten auch in den Jahren nach dem Zweiten Weltkrieg, inzwischen unter dem heutigen Vereinsnamen antretend, in den obersten Amateurspielklassen. Mitte der 1970er verlor der VfL den Anschluss an die regionalen Spitzenmannschaften und spielte fortan auf der nordhessischen Verbandsebene. Seit 2009 ist der VfL Kassel nur noch in den Ligen des Fußballkreises Kassel vertreten und spielt 2018/19 in der Gruppenliga Kassel.

## Vereinshistorie
Die Fußballabteilung des heutigen VfL hat ihre Wurzeln im SV Hessen 09 Cassel, der am 22. Februar 1909 gegründet wurde. Schon bald erlebte dieser Verein unter dem vom Casseler FV 95 stammenden Willy Albrecht einen steilen Aufschwung. Während des Ersten Weltkrieges, im Jahr 1917, vereinigte sich der SV Hessen 09 mit dem Turnverein Aelterer TV 1886 zum TuSpo 1886 Cassel. Bereits 1924 löste sich diese Verbindung im Zuge der „reinlichen Scheidung“ wieder, und die Fußballmannschaft trat unter dem alten Namen SV Hessen 09 an. Am 19. Dezember 1933 erfolgte abermals ein Zusammenschluss mit den benachbarten Turnern zum TuSpo 86/09, der bis zum Ende des Zweiten Weltkrieges Bestand hatte. Nach Kriegsende und der damit verbundenen Auflösung der bisherigen Vereine entstand zunächst der SG Kirchditmold, am 24. Juni 1947 vereinten sich die SG und die VfL Rothenditmold (vormals Spielverein 06) zum VfL Kassel. Dieser Zusammenschluss hielt allerdings nicht lange, bereits 1948 spaltete sich der Spielverein 06 wieder ab, der VfL Kassel blieb unter diesem Namen bis heute bestehen.

## Fußball
Sportlich konnte man auf dem gerade erst eröffneten Platz am Hochzeitsweg in der Spielzeit 1920/21 erstmals „erstklassigen“ Fußball anbieten. Ab 1922 zählten die Kirchditmolder zum festen Bestandteil der obersten Spielklasse Hessen-Hannover im Westdeutschen Spiel-Verband, zu den damaligen Gegnern zählten auf dieser Ebene unter anderem der Lokalrivale SV Kurhessen, der Göttingen 05 und Borussia Fulda. Ihren Zenit erreichten die Kirchditmolder Fußballer Ende der 1920er Jahre, als die Mannschaft drei Mal in Folge Vizemeister wurde, 1928/29 fehlten lediglich zwei Punkte auf den Süd-Staffelsieger CSC 03. Auf dem heimischen Gelände spielten die von Willy Albrecht trainierten Vorstadtkicker zu dieser Zeit vor teilweise mehr als 3000 Zuschauern.
Als sich 1933 im Zuge des politischen Machtwechsels auch die Strukturen im Sport grundlegend änderten und im Fußball eine umfassende Ligenreform vorgenommen wurde, befanden sich die „09er“ gerade in einem personellen Umbruch, der sie die Qualifikation zur neu eingeführten Gauliga Hessen kostete: Im Entscheidungsspiel um den letzten verbliebenen Platz unterlag man dem SV Kurhessen mit 1:2, wobei Mittelstürmer Schrader einen Elfmeter verschoss. Der ab Ende 1933 nach der erneuten Fusion mit den Turnern unter dem Namen TuSpo 86/09 antretende Mannschaft verdingte sich in den darauf folgenden Jahren mit einem Platz in den unteren Spielklassen. Lediglich in der letzten während des Zweiten Weltkrieges ausgespielten Saison der Gauliga Kurhessen, 1943/44, nahm man noch einmal in einer Kriegsspielgemeinschaft mit dem VfL TuRa Kassel am Spielbetrieb der höchsten Spielklasse teil.
Nach der durch das Kriegsende bedingten Auflösung lebte der Verein zunächst im Stadtteilverein zunächst unter dem Namen SG Kirchditmold fort. Lokale Talente wie der spätere Nationalspieler Karl-Heinz Metzner, Henner Gibhardt, Hermann Gröll, Erich und Fritz Trott sorgten dafür, dass die Mannschaft unter diesem Namen schnell in die oberen Klassen aufstieg. Nach einem torreichen Duell (6:6, 6:3) gegen die TSG Wilhelmshöhe für die Kurhessenliga – nach Kriegsende die zweithöchste Spielklasse unterhalb der Fußball-Oberliga Süd – qualifiziert, schlossen die Schwarz-Weißen schon bald zur regionalen Spitze auf. Nach dem Zusammenschluss mit dem vormaligen Spielverein 06 zum VfL Kassel belegte man am Ende der Runde 1947/48 immerhin Platz 6. Im Anschluss daran kam es aber bereits wieder zur Trennung, woraufhin zwei Entscheidungsspiele über den Platz in der Landesliga entscheiden mussten. Dieses Duell entschied der VfL zwar knapp für sich (1:0, 0:0), musste aber schon im Jahr darauf absteigen, woraufhin „Gala“ Metzner zum KSV Hessen wechselte. Zwar gelang der direkte Wiederaufstieg, doch nach dem umgehenden erneuten Abstieg verlor der VfL mit Erich Trott einen weiteren Leistungsträger an den KSV Hessen und verlor daraufhin den Anschluss an die obersten Spielklassen.
Bis 1957 konnten sich die VfLer noch in der 2. Amateurliga Hessen halten, als dann zahlreiche Stammspieler aufhörten, ging es für ein Jahr hinab in die A-Klasse. Auf der vierten Ligaebene lieferte sich der VfL 1964/65 ein spannendes Duell mit dem Lokalrivalen BC „Sport“ um die Meisterschaft, in dem man den „Sportianern“ aber in einem Entscheidungsspiel um Platz 1 unterlag, so dass sich der VfL mit einem Platz in der neu gebildeten Gruppenliga Hessen abfinden musste. In der neuen vierten Spielklasse hielten sich die Kirchditmolder bis Mitte der 1970er Jahre. Nachdem neben dem späteren Bundesligaprofi „Beppo“ Hofeditz weitere Nachwuchstalente den Verein verlassen hatten, stieg der VfL innerhalb von nur vier Jahren in die B-Klasse ab. Daran schlossen sich lange Jahre als Fahrstuhlmannschaft der untersten Spielklassen an, erst 1988/89 gelang die Rückkehr auf die zweithöchste Ebene im Amateurfußball, die Landesliga Hessen. Nach einer erfolgreichen ersten Spielzeit (Platz 6) folgte bereits 1991 der Abstieg in die Bezirksliga.
Erst Ende der 1990er konnte man wieder auf einen Aufstieg in die Landesliga hoffen, der im Jahr 2000 schließlich gelang. In der ersten Saison nach der Einführung der Verbands- anstelle der Landesliga, 2008/09, musste der VfL wieder den Gang zurück in die Gruppenliga Kassel antreten. Nachdem man über die Relegation in der Saison 2010/11 nochmals ein Jahr in der Verbandsliga spielen konnte, folgte mit dem letzten Platz der bis heute endgültige Abschied aus der Verbandsliga. Seitdem hält sich der VfL Kassel im Mittelfeld der Gruppenliga Kassel 2 auf. Mit den Ligen wechselten auch die Trainer; während Michael Drube in der Saison 2010/11 den Abstieg nicht verhindern konnte, folgte auf ihn Mario Elsasser. Zusammen mit dem Verzicht des bisherigen Vereinsvorsitzenden Bernd Hoppe im März 2013, dessen Amt von Peter Döhne übernommen wurde, übernahm Marco Siemers als Trainer der 1. Fußball-Mannschaft. Nachdem der VfL Kassel im Jahr 2016 in die Kreisoberliga Kassel abgestiegen war, gelang im Jahr 2018 wieder der Aufstieg in die Gruppenliga.
Im Sommer 2020 stieg mit der U19 die erste Jugendmannschaft in die Hessenliga auf und verblieb bis zum Abstieg 2022 in selbiger. In der Saison 2022/23 spielten mit der U15 und U17 erstmals seit Gründung zwei Jugendmannschaften vom VfL Kassel in der höchsten hessischen Spielklasse, der Hessenliga.

### Platzierungen
| Saison  | Liga                 | Platz | Tore    | Punkte |
| ------- | -------------------- | ----- | ------- | ------ |
| 2002/03 | Landesliga Hessen    | 0?    | 0?      | 0?     |
| 2003/04 | Landesliga Hessen    | 09.   | 045:041 | 46     |
| 2004/05 | Landesliga Hessen    | 09.   | 044:042 | 39     |
| 2005/06 | Landesliga Hessen    | 11.   | 035:048 | 37     |
| 2006/07 | Landesliga Hessen    | 09.   | 064:060 | 45     |
| 2007/08 | Landesliga Hessen 1  | 12.   | 040:057 | 41     |
| 2008/09 | Verbandsliga Hessen  | 15.   | 040:058 | 34     |
| 2009/10 | Gruppenliga Kassel   | 02.   | 057:034 | 67     |
| 2010/11 | Verbandsliga Hessen  | 18.   | 048:102 | 25     |
| 2011/12 | Gruppenliga Kassel   | 08.   | 069:062 | 41     |
| 2012/13 | Gruppenliga Kassel   | 11.   | 047:069 | 31     |
| 2013/14 | Gruppenliga Kassel   | 10.   | 051:048 | 41     |
| 2014/15 | Gruppenliga Kassel   | 11.   | 041:052 | 33     |
| 2015/16 | Gruppenliga Kassel   | 15.   | 031:088 | 14     |
| 2016/17 | Kreisoberliga Kassel | 03.   | 073:044 | 55     |
| 2017/18 | Kreisoberliga Kassel | 01.   | 123:024 | 84     |
| 2018/19 | Gruppenliga Kassel   | 10.   | 053:057 | 39     |
| 2019/20 | Gruppenliga Kassel   | n. a. | n. a.   | n. a.  |
| 2020/21 | Gruppenliga Kassel   | n. a. | n.a     | n.a    |
| 2021/22 | Gruppenliga Kassel   | 7.    | 53:55   | 38     |
| 2022/23 | Gruppenliga Kassel   | 14.   | 39:70   | 31     |
| 2023/24 | Kreisoberliga Kassel | 3.    | 92:45   | 60     |

## Handball
Die Feldhandball-Männerabteilung des TuSpo 86/09 qualifizierte sich 1933 für die neu eingeführte erstklassige Handball-Gauliga Hessen. Dort konnte 1934 und 1935 die Gauvizemeisterschaft erreicht werden.

## Spielstätte
Die vereinseigene Heimstätte des VfL Kassel befindet sich am 1920 bezogenen Gelände am Hochzeitsweg in Kirchditmold. Weiter teilt man sich mit der TSG Wilhelmshöhe die Sportanlage Stockwiesen (Rasenplatz ohne Flutlicht) und die Sportanlage Schulstraße (Kunstrasenplatz mit Flutlicht).

## Ehemalige Spieler
- Harez Habib spielte von 2004 bis 2007 beim VfL und wurde nach seinem Wechsel zum FSC Lohfelden afghanischer Nationalspieler.
- Yunus Malli
- Karl-Heinz „Gala“ Metzner spielte in den Nachkriegsjahren für den Verein und wechselte 1949 zum KSV Hessen, bei dem er zum Nationalspieler und zum Mitglied des deutschen WM-Kaders 1954 wurde.
- Erhard „Beppo“ Hofeditz stammt aus der Jugend des VfL Kassel und startete in den späten 1970er Jahren beim TSV 1860 München seine Profikarriere.